# Coppa dei Paesi Bassi 2019-2020 (pallavolo femminile)
La Coppa dei Paesi Bassi 2019-2020 si è svolta dal 2019 al 16 febbraio 2020: al torneo hanno partecipato squadre di club olandesi e la vittoria finale è andata per la quinta volta, la terza consecutiva, allo Sliedrecht.

## Regolamento
Il torneo prevede una fase preliminare, dove partecipano club impegnati nei tornei provinciali e amatoriali, prendendo parte a:
- round preliminare, che si svolge in gara unica;
- primo round, che prevede gironi da quattro squadre e un round-robin, con gli incontri al meglio dei 3 set, che qualificano al turno successivo le sole prime classificate;
- secondo round, che prevede gironi da tre squadre e un round-robin, che qualificano al turno successivo solo le prime classificate.

Vi è poi la fase finale, che vede la partecipazione dei club di Eredivisie, prendendo parte a ottavi di finale, quarti di finale, semifinali e finale, sempre in gara unica.

## Squadre partecipanti
Dati non disponibili.

## Torneo

### Round preliminare
Dati non disponibili. 

### Round 2
Dati non disponibili.

### Ottavi di finale
| 23 novembre 2019 Landstede Sportcentrum, Zwolle Durata: ? - Spettatori: ?           | Zwolle           | 3 - 2 | Set-Up'65  | 25-23, 16-25, 24-26, 29-27, 15-8 |
| 24 novembre 2019 Sporthal Mheenpark, Apeldoorn Durata: ? - Spettatori: ?            | Dynamo Apeldoorn | 0 - 3 | Sneek      | 23-25, 29-31, 21-25              |
| 23 novembre 2019 Oostgaarde, Capelle aan den IJssel Durata: ? - Spettatori: ?       | Capelle          | 3 - 2 | VoCASA     | 25-22, 17-25, 30-28, 25-12       |
| 23 novembre 2019 Dikkenshal, Wierden Durata: ? - Spettatori: ?                      | WVC              | 0 - 3 | Eurosped   | 13-25, 16-25, 12-25              |
| 24 novembre 2019 Optisport Sportcentrum Pica Mare, Gennep Durata: ? - Spettatori: ? | Flamingo's '56   | 3 - 0 | Peelpush   | 25-18, 25-18, 25-15              |
| 23 novembre 2019 de Veste, Borne Durata: ? - Spettatori: ?                          | Apollo 8         | 3 - 0 | Alterno    | 25-13, 25-13, 25-23              |
| 23 novembre 2019 ?, Groninga Durata: ? - Spettatori: ?                              | Veracles         | 3 - 1 | Alterno 2  | 25-23, 19-25, 25-13, 25-16       |
| 21 novembre 2019 Galgenwaard Sportcentrum, Utrecht Durata: ? - Spettatori: ?        | Utrecht          | 0 - 3 | Sliedrecht | 12-25, 15-25, 14-25              |

### Quarti di finale
| 21 dicembre 2019 Landstede Sportcentrum, Zwolle Durata: ? - Spettatori: ?           | Zwolle         | 0 - 3 | Sneek      | 24-26, 22-25, 24-26        |
| 21 dicembre 2019 Oostgaarde, Capelle aan den IJssel Durata: ? - Spettatori: ?       | Capelle        | 3 - 0 | Eurosped   | 25-23, 25-22, 25-22        |
| 21 dicembre 2019 Optisport Sportcentrum Pica Mare, Gennep Durata: ? - Spettatori: ? | Flamingo's '56 | 1 - 3 | Apollo 8   | 25-19, 14-25, 17-25, 20-25 |
| 21 dicembre 2019 ?, Groninga Durata: ? - Spettatori: ?                              | Veracles       | 0 - 3 | Sliedrecht | 15-25, 14-25, 15-25        |

### Semifinali
| 15 gennaio 2020 Oostgaarde, Capelle aan den IJssel Durata: ? - Spettatori: ? | Capelle  | 3 - 2 | Sneek      | 17-25, 21-25, 25-14, 25-18, 15-11 |
| 15 gennaio 2020 de Veste, Borne Durata: ? - Spettatori: ?                    | Apollo 8 | 2 - 3 | Sliedrecht | 25-23, 24-26, 20-25, 25-13, 14-16 |

### Finale
| 16 febbraio 2020 Maaspoort, 's-Hertogenbosch Durata: ? - Spettatori: ? | Capelle | 0 - 3 | Sliedrecht | 14-25, 31-33, 14-25 |